# آیینه جهان‌نما و طلسم گنج‌گشا
آیینه جهان نما و طلسم گنج گشا کتابی فارسی در عرفان اثر ابوسعید بن مجتبی یمانی یا یحیی یمانی است که به نام صدر اعظم فخرالاسلام احمد خالدی نگاشته شده و دارای نثری آمیخته به نظم است.
موضوع اصلی این کتاب بیان حقیقت انسان و اسرار و بدایع آفرینش اوست، تا که هر که در آن می‌نگرد، چون آیینه‌ای خود را بشناسد و از خودشناسی به خداشناسی برسد. از این اثر نسخه‌هایی خطی در دارالکتب قاهره، کتابخانة گنج بخش پاکستان، شهر دوشنبه جمهوری تاجیکستان و شورای ملی (سابق‌) وجود دارد.